# Dvoustátní řešení

Plakát mírového hnutí: Izraelská a palestinská vlajka a slovo mír v arabštině a hebrejštině. Podobné obrázky používá několik skupin podporujících dvoustátní řešení konfliktu

Dvoustátní řešení izraelsko-palestinského konfliktu předpokládá vznik nezávislého Státu Palestina vedle Státu Izrael na západ od řeky Jordán. Hranice mezi oběma státy je stále předmětem sporů a jednání, přičemž palestinští a arabští představitelé trvají na „hranicích roku 1967“, což Izrael neakceptuje. Území bývalého Britského mandátu Palestina (včetně západního Jeruzaléma), které se nestalo součástí palestinského státu, by bylo i nadále součástí Izraele.
V roce 1947 přijalo Valné shromáždění OSN plán na rozdělení Palestiny, který byl arabskými představiteli odmítnut. V roce 1974 vyzvala rezoluce OSN k vytvoření „dvou států, Izraele a Palestiny... vedle sebe v bezpečných a uznaných hranicích“ spolu se „spravedlivým řešením otázky uprchlíků v souladu s rezolucí OSN č. 194“. Hranice Státu Palestina by „vycházely z hranic před rokem 1967“. Poslední rezoluce z listopadu 2013 byla schválena poměrem 165:5, přičemž 6 členů se zdrželo hlasování; Izrael a Spojené státy hlasovaly proti.
Palestinské vedení se k této koncepci hlásí již od arabského summitu ve Fesu v roce 1982. Izrael považuje kroky palestinských představitelů směřující k mezinárodnímu uznání Státu Palestina za jednostranné. Tvrdí také, že nejsou v souladu s vyjednaným dvoustátním řešením.

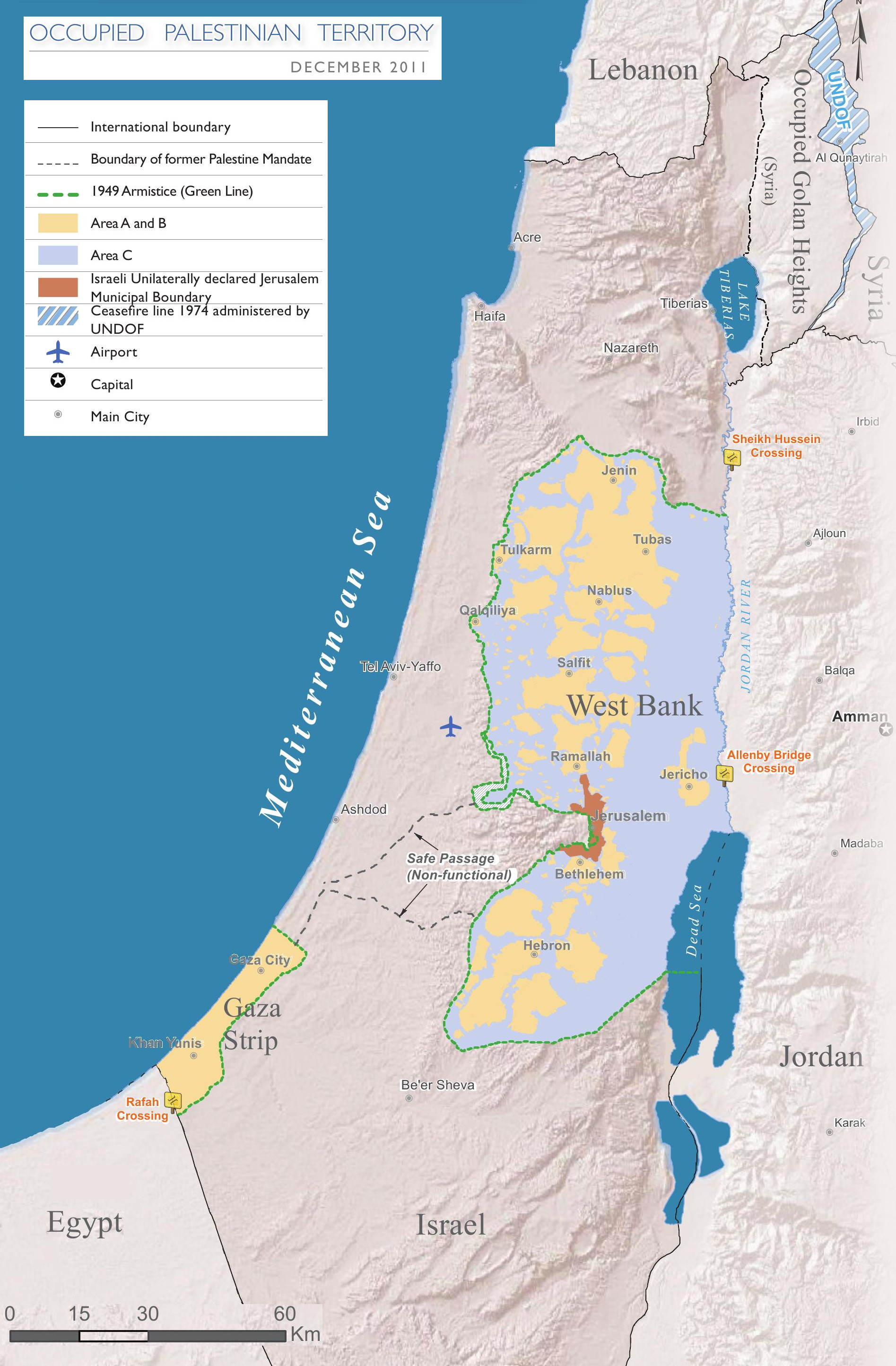
Mapa Západního břehu Jordánu a Pásma Gazy, 2011. Dohodnout se na přijatelných hranicích je hlavním problémem dvoustátního řešení

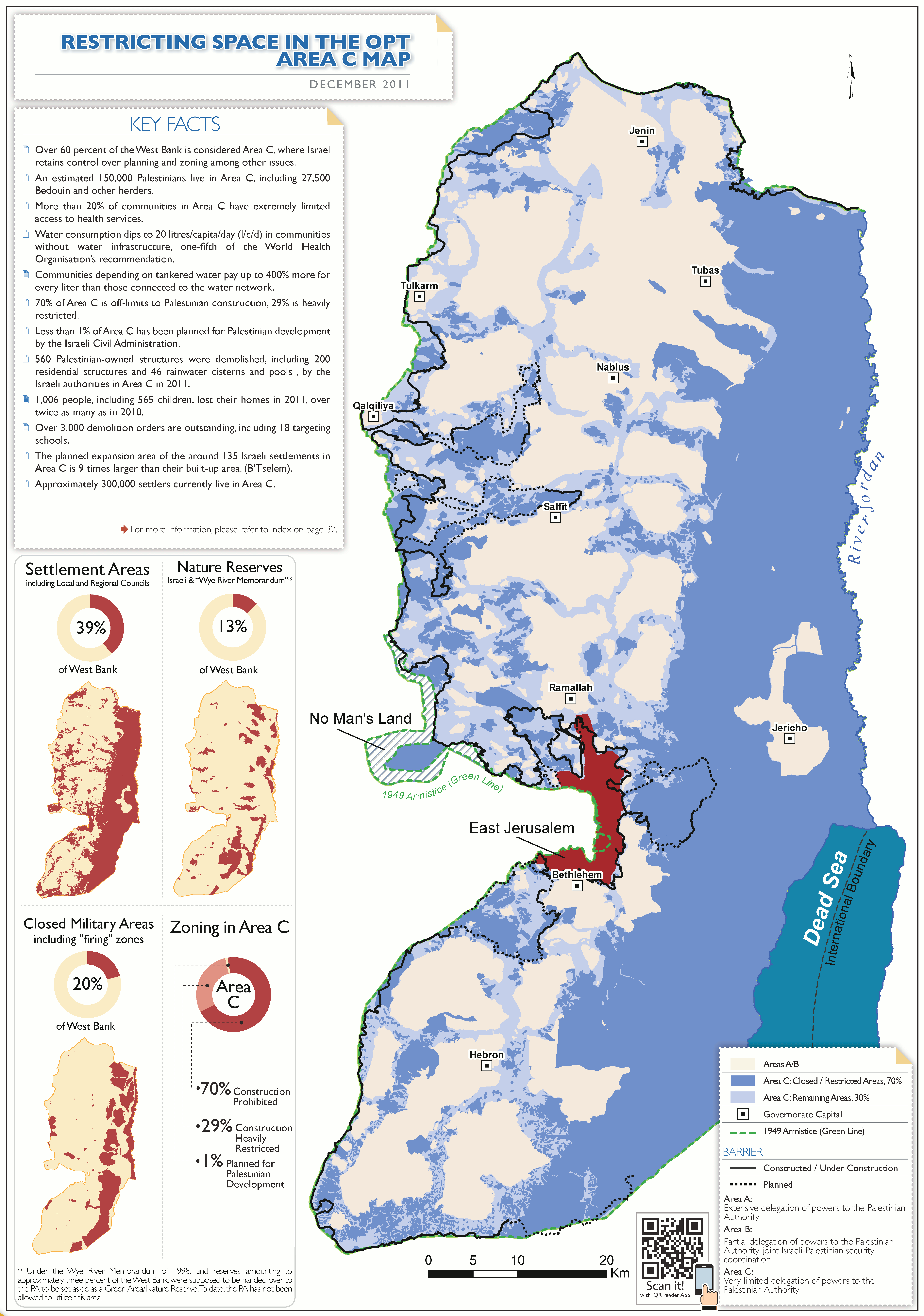
Oblast C Západního břehu Jordánu kontrolovaná Izraelem (modře a červeně), prosinec 2011

V roce 2009 bylo oznámeno, že ačkoli průzkumy veřejného mínění trvale ukazují, že většina Izraelců a Palestinců je pro vyjednané dvoustátní řešení, „roste rozčarování“ z dvoustátního řešení. Celkem 60 % Palestinců v roce 2014 uvedlo, že konečným cílem jejich národního hnutí by mělo být „usilovat o znovuzískání celé historické Palestiny od řeky k moři“. Průzkum zveřejněný v roce 2021 Palestinským centrem pro politiku a průzkumy ukázal, že dvoustátní řešení podporuje pouze 39 % Palestinců. Další zpráva, kterou v roce 2021 zveřejnila RAND Corporation, zjistila, že Izraelci napříč politickým spektrem jsou proti dvoustátnímu řešení.
Diplomatických snah o realizaci dvoustátního řešení bylo mnoho, počínaje Madridskou konferencí v roce 1991. Následovaly dohody z Osla z roku 1993 a neúspěšný summit v Camp Davidu v roce 2000, po němž následovala jednání v Tabě na začátku roku 2001. V roce 2002 Liga arabských států navrhla Arabskou mírovou iniciativu. Poslední iniciativou, která dopadla rovněž neúspěšně, byla mírová jednání v letech 2013–2014. Průzkum mezi odborníky z roku 2021 ukázal, že 52 % z nich se domnívá, že dvoustátní řešení již není dosažitelné; 77 % se domnívá, že pokud by se ho nepodařilo dosáhnout, výsledkem by bylo „jednostátní řešení podobné apartheidu“.

## Historie dvoustátního řešení
První návrh na vytvoření židovského a arabského státu v Britském mandátu Palestina byl předložen ve zprávě Peelovy komise z roku 1937, přičemž mandát se nadále vztahoval pouze na malou oblast zahrnující Jeruzalém. Doporučený návrh na rozdělení odmítla arabská komunita v Palestině a přijala ho většina židovského vedení.
Rozdělení bylo znovu navrženo v plánu OSN na rozdělení Palestiny z roku 1947. Navrhoval trojí rozdělení, opět s odděleným Jeruzalémem pod mezinárodní správou. Plán rozdělení byl židovským vedením přijat. Plán však odmítlo vedení arabských národů a palestinské vedení, které se postavilo proti jakémukoli rozdělení Palestiny a proti jakékoli nezávislé židovské přítomnosti v oblasti. Po zániku Britského mandátu Palestina vypukla v roce 1948 arabsko-izraelská válka o kontrolu nad sporným územím, která skončila dohodami o příměří z roku 1949. Výsledkem války byl útěk nebo vyhnání 711 000 Palestinců, které Palestinci nazývají Nakba, z území, z nichž se stal Izrael. Namísto vytvoření palestinského státu na území, které Izrael nekontroloval, se arabské státy rozhodly podporovat Úřad OSN pro palestinské uprchlíky na Blízkém východě a palestinští uprchlíci zůstali bez státní příslušnosti.

### Rezoluce Rady bezpečnosti OSN č. 242 a uznání práv Palestinců
Po šestidenní válce v roce 1967 Rada bezpečnosti OSN jednomyslně přijala Rezoluci č. 242, v níž vyzvala Izrael ke stažení z území okupovaných během války výměnou za „ukončení všech nároků nebo válečných stavů“ a „uznání svrchovanosti, územní celistvosti a politické nezávislosti každého státu v oblasti“. Organizace pro osvobození Palestiny (OOP), která vznikla v roce 1964, rezoluci ostře kritizovala s tím, že omezuje otázky Palestiny na problém uprchlíků.
V září 1974 navrhlo 56 členských států, aby byla „otázka Palestiny“ zařazena jako bod na pořad jednání Valného shromáždění. V rezoluci přijaté 22. listopadu 1974 Valné shromáždění potvrdilo práva Palestinců, která zahrnovala „právo na sebeurčení bez vnějších zásahů“, „právo na národní nezávislost a svrchovanost“ a „právo na návrat do svých domovů a na svůj majetek“. Od té doby byla tato práva potvrzována každý rok.

### Organizace pro osvobození Palestiny souhlasí s dvoustátním řešením
První náznak, že by OOP byla ochotna přijmout dvoustátní řešení (alespoň na přechodnou dobu), vyslovil Saíd Hamámí v 70. letech.
Rezoluce Rady bezpečnosti z června 1976, které podporovaly dvoustátní řešení založené na hranicích z doby před rokem 1967, byly vetovány Spojenými státy, které podporovaly dvoustátní řešení, ale tvrdily, že o hranicích musí jednat přímo strany. Tato myšlenka měla od poloviny 70. let 20. století drtivou podporu Valného shromáždění OSN.
Palestinská deklarace nezávislosti z 15. listopadu 1988, která se odvolávala na plán OSN na rozdělení Palestiny z roku 1947 a obecně na „rezoluce OSN od roku 1947“, byla interpretována jako nepřímé uznání Izraele a podpora dvoustátního řešení. Plán na rozdělení byl použit k legitimizaci palestinské státnosti. Následná upřesnění byla považována za první výslovné palestinské uznání Izraele.

## Diplomatické snahy

Uznání pouze Izraele
Uznání Izraele i palestinského státu
Uznání pouze palestinského státu

Po vypuknutí první intifády v roce 1987 se věnovala značná diplomatická práce vyjednávání o dvoustátním řešení mezi stranami, počínaje Madridskou konferencí v roce 1991. Nejvýznamnějším z těchto jednání byly dohody z Osla, které oficiálně rozdělily palestinské území do tří administrativních celků a vytvořily rámec pro to, jak dnes funguje velká část politických hranic Izraele s palestinskými územími. Dohody vyvrcholily summitem v Camp Davidu v roce 2000 a následnými jednáními v Tabě v lednu 2001, ale konečné dohody nebylo nikdy dosaženo. Násilné vypuknutí druhé intifády v roce 2000 ukázalo zklamání palestinské veřejnosti z dohod z Osla a přesvědčila mnoho Izraelců, že jednání byla marná.
O možném dvoustáním řešení diskutovali představitelé Saúdské Arábie a USA. V roce 2002 navrhl saúdskoarabský korunní princ Abd Alláh bin Abd al-Azíz (který byl v letech 2005 až 2015 králem) Arabskou mírovou iniciativu, která získala jednomyslnou podporu Ligy arabských států, zatímco izraelští představitelé odmítají o této iniciativě diskutovat. Prezident Bush oznámil svou podporu palestinskému státu, čímž otevřel cestu k Rezoluci Rady bezpečnosti OSN č. 1397 podporující dvoustátní řešení.
Na konferenci v Annapolis v listopadu 2007 tři hlavní strany – Organizace pro osvobození Palestiny, Izrael a USA – vydaly společné prohlášení, které se stalo základem pro další jednání. Dohody se však nepodařilo dosáhnout.

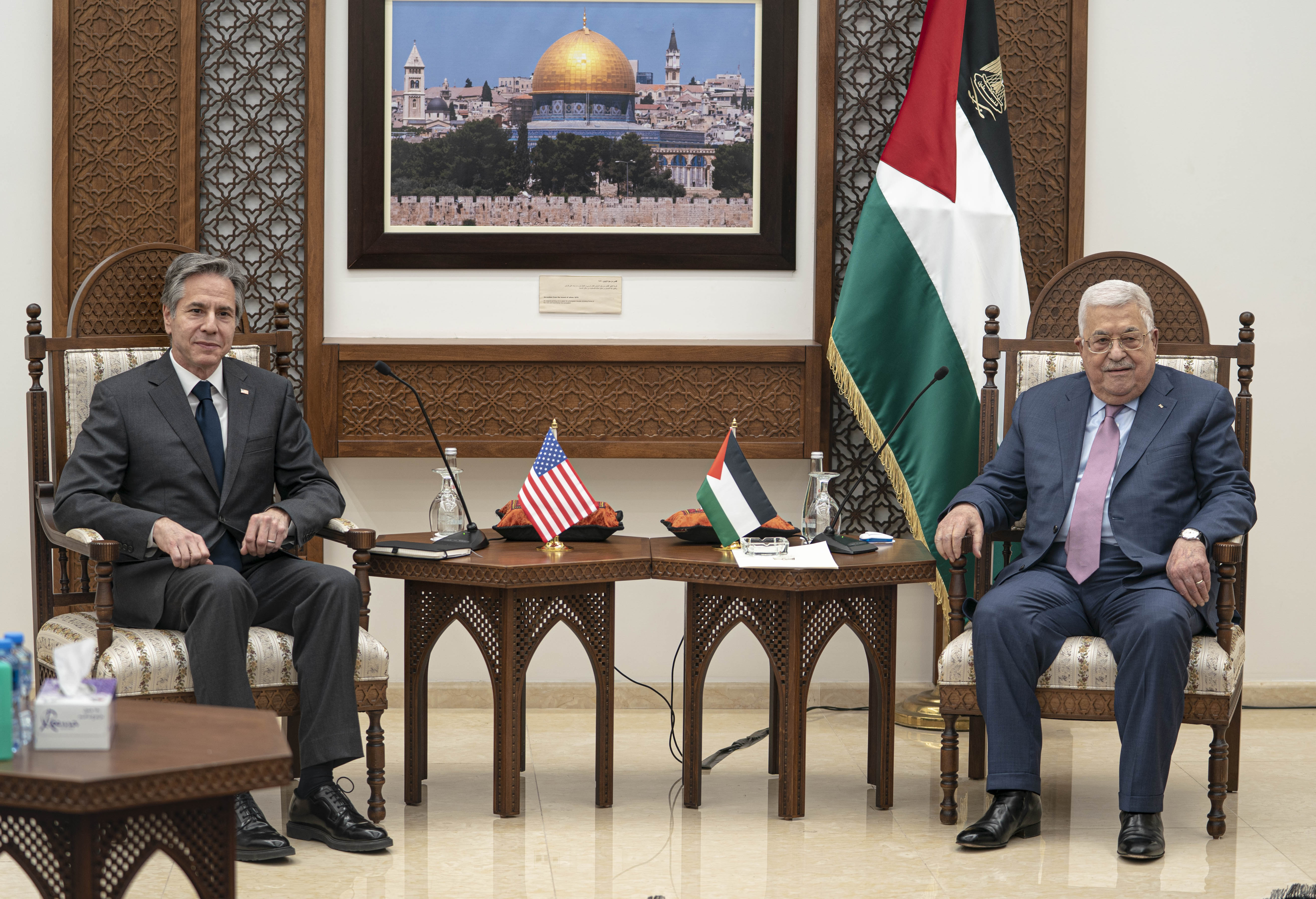
Strana Fatah, kterou vede palestinský prezident Mahmúd Abbás (vpravo), podporuje dvoustátní řešení

Po konfliktu, který vypukl mezi dvěma hlavními palestinskými stranami, Fatahem a Hamásem, převzal Hamás kontrolu nad Pásmem Gazy, čímž se Palestinská autonomie rozdělila na dvě politické strany, z nichž každá se prohlašuje za skutečné zástupce palestinského lidu. Fatah ovládal Palestinskou autonomii na Západním břehu Jordánu a Hamás vládl v Gaze.
Poslední iniciativou byla mírová jednání v letech 2013–2014 pod vedením Johna Kerryho, ministra zahraničních věcí USA. Ani při těchto jednáních se nepodařilo dosáhnout dohody.
Krátce po nástupu do úřadu amerického velvyslance v Izraeli se v červnu 2025 k dvoustátnímu řešení vyjádřil Mike Huckabee: „USA mají pochyby o vzniku palestinského státu“.

## Fungování
Do roku 2010, kdy měly být obnoveny přímé rozhovory, pokračující růst osad na Západním břehu Jordánu a pokračující silná podpora osad ze strany izraelské vlády značně zmenšily území a zdroje, které by byly k dispozici palestinskému státu, což mezi Palestinci a levicovými Izraelci vyvolalo pochybnosti o tom, zda je dvoustátní řešení nadále možné. V lednu 2012 zpráva vedoucích představitelů Evropské unie o východním Jeruzalémě konstatovala, že pokračující osídlovací aktivity Izraele a špatná situace palestinského obyvatelstva ve východním Jeruzalémě i v oblasti C snižují pravděpodobnost dvoustátního řešení. Ministerstvo zahraničních věcí Izraele tuto zprávu odmítlo s tím, že je „založena na částečném, neobjektivním a jednostranném zobrazení skutečnosti“. V květnu 2012 Evropská rada zdůraznila své „hluboké znepokojení nad vývojem na místě, který může znemožnit dvoustátní řešení“.
Dne 29. listopadu 2012 Valné shromáždění OSN hlasovalo 138 hlasy pro, 9 proti a 46 zdrženými hlasy o uznání Palestiny jako „nečlenského pozorovatelského státu“. Následujícího dne oznámil izraelský premiér Benjamin Netanjahu výstavbu 3 000 nových domů na území východně od východního Jeruzaléma, v oblasti označované jako „E-1“. Tento krok okamžitě kritizovalo několik zemí, včetně Spojených států, a izraelští velvyslanci byli mimo jiné osobně předvoláni k jednání s vládními představiteli ve Spojeném království, Francii a Německu. Obamova administrativa označila izraelské rozhodnutí o výstavbě domů za „kontraproduktivní“, zatímco Austrálie uvedla, že stavební plány „ohrožují fungování dvoustátního řešení“. Tvrdí totiž, že navrhovaná osada E-1 by fyzicky rozdělila území pod kontrolou Palestinské autonomie na dvě části, neboť rozsah Palestinské autonomie nesahá až k řece Jordán a Mrtvému moři. Izraelská strana práce vyjádřila podporu dvoustátnímu řešení, přičemž Jicchak Herzog prohlásil, že by to bylo „v zájmu Izraele“.

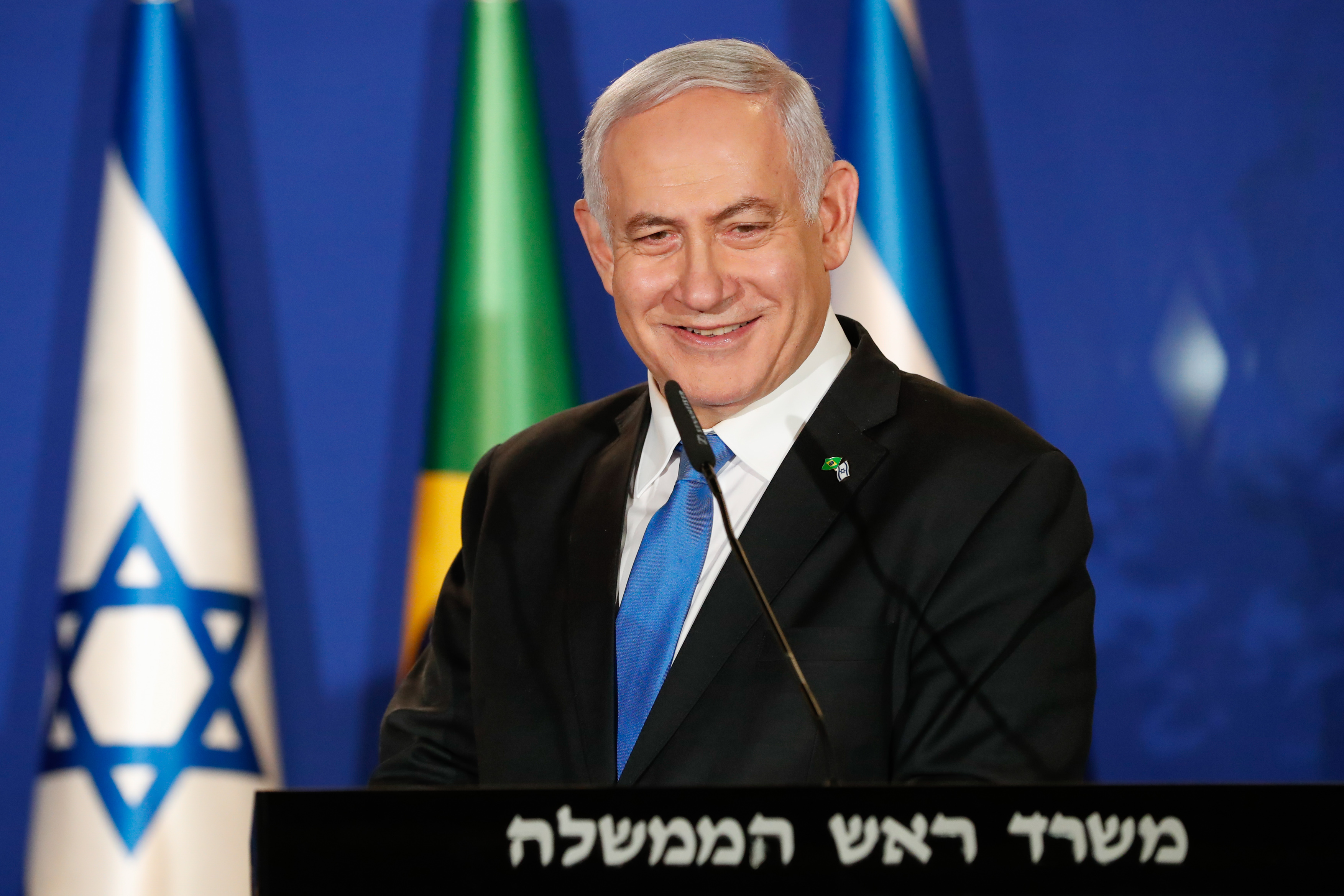
Izraelský premiér Netanjahu dlouhodobě odmítá dvoustátní řešení

V březnu 2015 Netanjahu prohlásil, že za jeho vlády palestinský stát nevznikne, a zároveň uvedl, že nesouhlasí s řešením probíhajícího konfliktu mezi dvěma národy v podobě jednoho státu.
Po uznání Jeruzaléma Trumpovou administrativou v prosinci 2017 palestinští představitelé uvedli, že tato změna politiky „ničí mírový proces“ a že toto rozhodnutí nepřímo znamená, že se Spojené státy „vzdávají své role mírového zprostředkovatele“, který již nemůže v mírovém procesu vystupovat jako prostředník, protože Spojené státy nejsou neutrálním prostředníkem jednání.
Průzkum mezi odborníky z roku 2021 ukázal, že 52 % respondentů se domnívá, že řešení v podobě dvou států již není možné. Pokud se nepodaří dosáhnout dvoustátního řešení, 77 % předpovídá „realitu jednoho státu podobnou apartheidu“ a 17 % „realitu jednoho státu s rostoucí nerovností, ovšem ne podobnou apartheidu“; pouze 1 % si myslí, že je pravděpodobné dvoustátní řešení s rovnocennými právy pro všechny obyvatele. V lednu 2024 izraelský premiér Netanjahu odmítl vznik nezávislého palestinského státu.

## Legalita okupace a osad na Západním břehu Jordánu

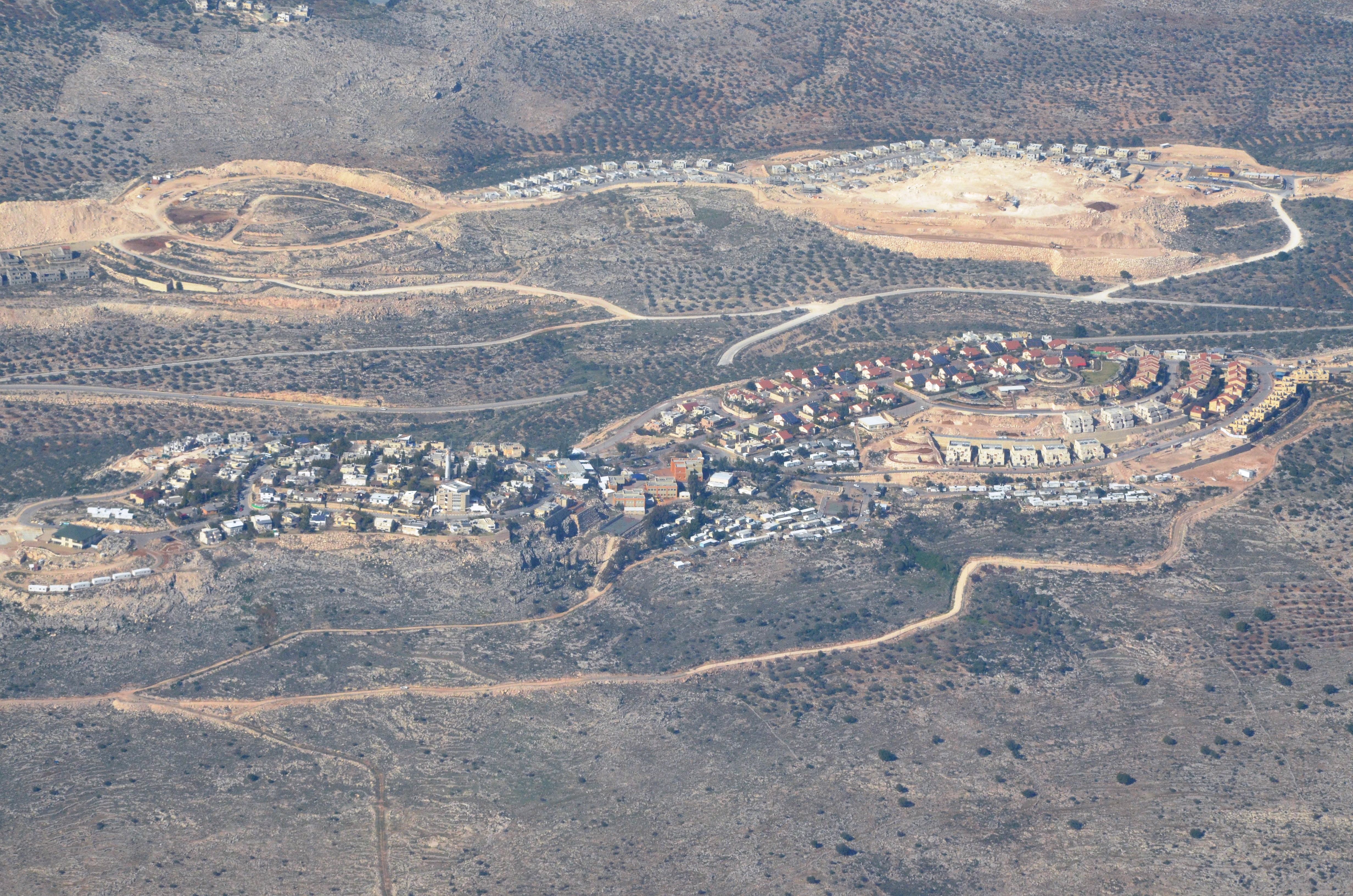
V popředí izraelská osada Pedu'el, v pozadí výstavba nové osady Lešem (foto z roku 2014)

Izraelské osady jsou umístěny na území okupovaného Západního břehu Jordánu, které je pod vojenskou správou a není formálně součástí Izraele. Většina mezinárodního společenství, s poukazem na mezinárodní právo a oficiální stanovisko OSN a Mezinárodního soudního dvora, považuje izraelské osady za ilegální.
Rezoluce OSN potvrzují nelegálnost osad na Západním břehu Jordánu, včetně východního Jeruzaléma. Byly předloženy návrhy na více než 50 kompenzací osadníkům za opuštěný majetek po evakuaci, k čemuž došlo po stažení osad Izraelem z Gazy v roce 2005 a ze Sinajského poloostrova v roce 1982.
V prosinci 2016 byla s podporou Spojených států, které nevyužily svého práva veta, oficiálně přijata Rezoluce Rady bezpečnosti OSN č. 2334, která odsuzuje izraelské osidlování na Západním břehu Jordánu.
Od roku 2019 probíhá vyšetřování Mezinárodního trestního soudu v souvislosti s výstavbou osad z možného válečného zločinu „okupační silou provedené přímé nebo nepřímé přesídlení částí jejího vlastního civilního obyvatelstva na okupované území”.
Mezinárodní soudní dvůr ve svém stanovisku ze dne 19. července 2024 došel k závěru, že izraelská okupace palestinských území je nezákonná, že Izrael by měl tuto okupaci ukončit, zdržet se budování nových osad a evakuovat ty již existující. Dále dospěl k závěru, že v případech, kdy Palestinci ztratili půdu a majetek, by měl Izrael zaplatit reparace. Následně přijatá rezoluce Valného shormáždění OSN požaduje, aby se Izrael do jednoho roku stáhl z okupovaného palestinského území. Vyzvala také všechny členské státy, aby přestaly dovážet produkty z izraelských osad na okupovaném palestinském území a aby přestaly dodávat Izraeli zbraně, munici a související vybavení „ve všech případech, kdy existují důvodné podezření, že mohou být použity na okupovaném palestinském území.”

## Veřejné mínění v Izraeli a Palestině

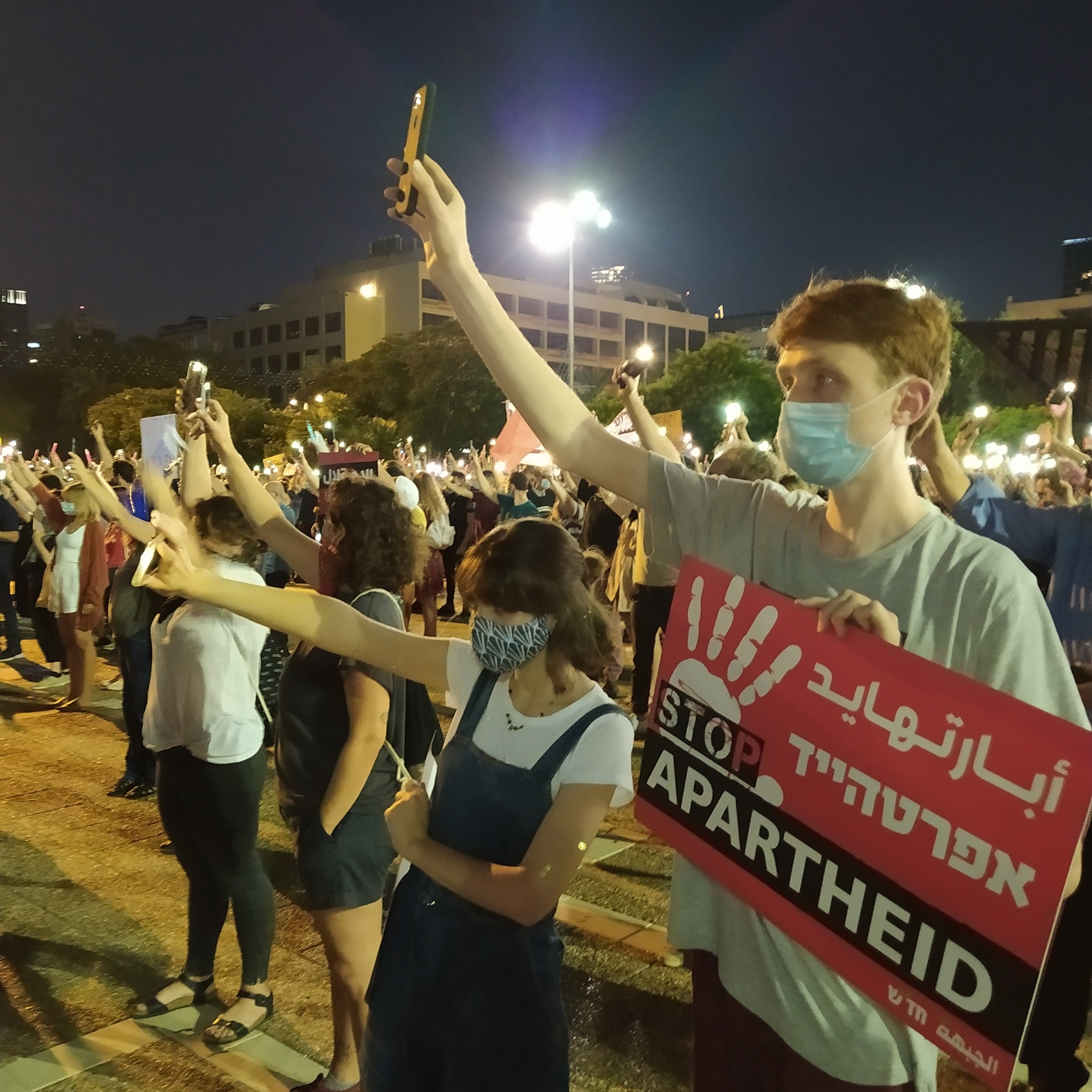
Demonstrace proti izraelské anexi Západního břehu Jordánu, Rabinovo náměstí, Tel Aviv, 6. června 2020

Mnoho Palestinců a Izraelců, stejně jako Liga arabských států, prohlásilo, že by přijali řešení dvou států založené na dohodách o příměří z roku 1949, které se častěji označují jako „hranice z roku 1967“. V průzkumu veřejného mínění z roku 2002 72 % Palestinců i Izraelců podpořilo mírové řešení založené na hranicích z roku 1967, pokud by každá skupina mohla být ujištěna, že druhá strana bude spolupracovat při ústupcích nezbytných pro takové řešení. Celkem 70 % Palestinců na Západním břehu Jordánu, 48 % Palestinců v Pásmu Gazy spolu a 52 % Izraelců podle průzkumu z roku 2013 podporuje „nezávislý palestinský stát spolu s Izraelem“.
Podpora dvoustátního řešení se liší podle toho, jak je otázka formulována. Někteří izraelští novináři naznačují, že Palestinci nejsou připraveni přijmout židovský stát za jakýchkoli podmínek. Podle jednoho průzkumu „méně něž 2 z 10 Arabů, jak palestinských, tak všech ostatních, věří v právo Izraele na existenci jako národa s židovskou většinou“. Jiný průzkum, citovaný ministerstvem zahraničí USA, však naznačuje, že „78 % Palestinců a 74 % Izraelců věří, že mírová dohoda, která povede k tomu, že oba státy budou žít vedle sebe jako dobří sousedé“, je „nezbytná nebo žádoucí“.
Od roku 2021 je většina Palestinců proti dvoustátnímu řešení. Průzkum Palestinské centra pro politiku a průzkumy v roce 2021 ukázal, že 39 % Palestinců řešení dvou států přijímá, zatímco 59 % ho odmítá. Podpora je ještě nižší mezi mladšími Palestinci. Průzkum provedený před vypuknutím bojů v roce 2014 Washingtonským institutem pro blízkovýchodní politiku zjistil, že 60 % Palestinců tvrdí, že cílem jejich národního hnutí by mělo být „usilovat o znovuzískání celé historické Palestiny od řeky k moři“, zatímco pouze 27 % podporuje myšlenku, že by měli usilovat o „ukončení okupace Západního břehu Jordánu a Gazy a dosažení dvoustátního řešení“. Washingtonský institut pro blízkovýchodní politiku uvádí, že v minulosti se podpora dvoustátního řešení obvykle pohybovala mezi 40 až 55 %.
Řešení dvou států se v izraelských průzkumech těšilo většinové podpoře, i když jeho vyhlídky se v průběhu času zhoršovaly. Sociologický výzkum v roce 2018 zjistil, že dvoustátní řešení podporovalo 49 % Izraelců a 43 % Palestinců. Zpráva, kterou v roce 2021 zveřejnila RAND Corporation, zjistila, že 60 % Izraelců napříč politickým spektrem nesouhlasilo s dvoustátním řešením.
V prosinci 2022 byla podpora dvoustátního řešení 33 % mezi Palestinci, 34 % mezi izraelskými Židy a 60 % mezi izraelskými Araby. 82 % izraelských Židů a 75 % Palestinců věřilo, že druhá strana nikdy nepřijme existenci jejich nezávislého státu.
Podle Israela Ganze, předsedy Rady Ješa', je po 7. říjnu koncept dvoustátního řešení mrtvý. Na konci října 2023 mělo dvoustátní řešení podporu 71,9 % izraelských Arabů a 28,6 % izraelských Židů. Před útokem ze 7. října podle Gallupu pouze 24 % Palestinců podporovalo dvoustátní řešení, což byl pokles z 59 % v roce 2012.

## Další řešení

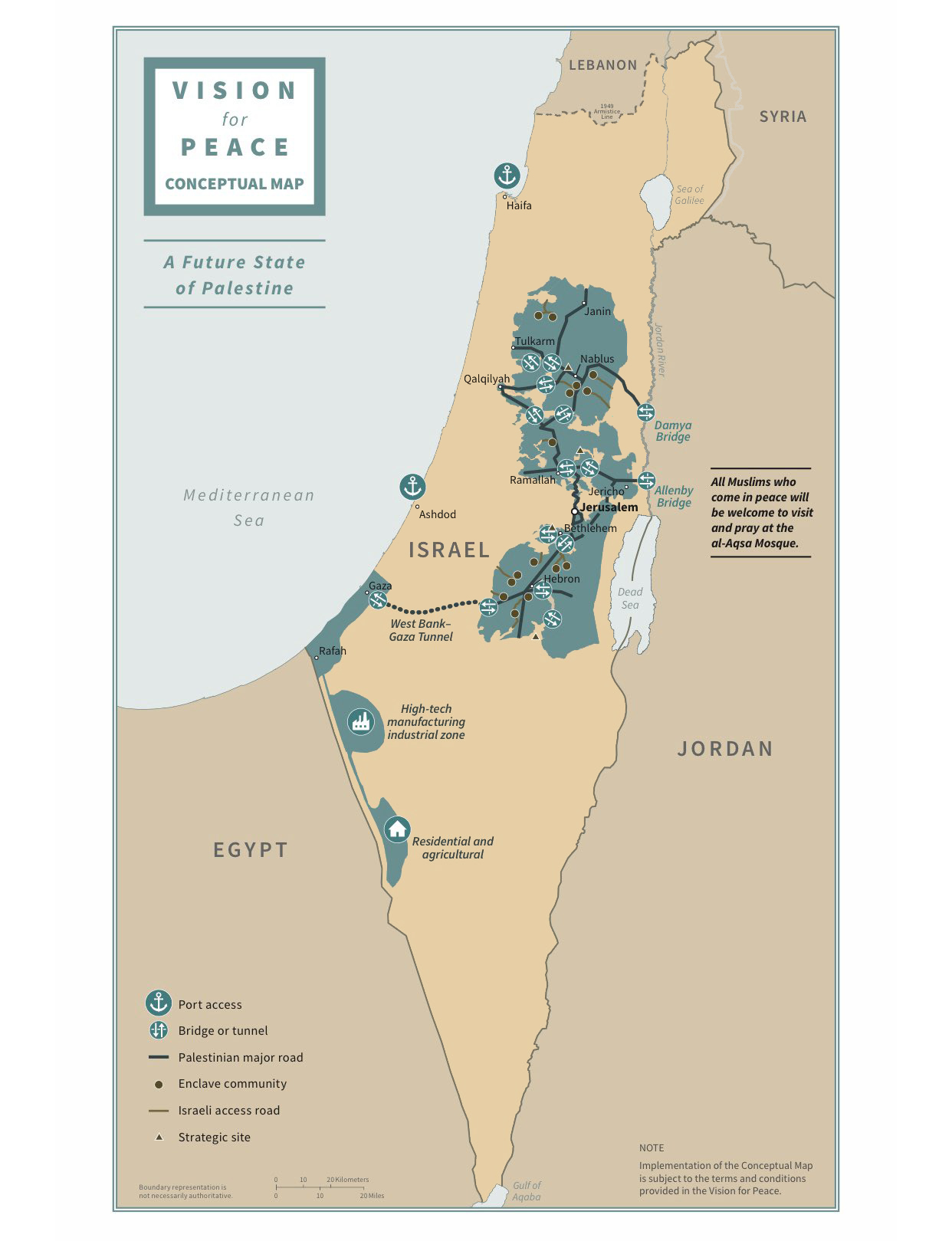
Trumpův mírový plán na vytvoření Státu Palestina

Dalšími možnostmi je jednostátní řešení (které by mohlo být buď federalistickým uspořádáním dvou režimů nebo unitárním státem) či Alonův plán.

### Trojstátní řešení
Jako další alternativa bylo navrženo trojstátní řešení. Deník The New York Times uvedl, že Egypt a Jordánsko se obávají, že budou muset znovu převzít odpovědnost za Gazu a Západní břeh Jordánu. Ve výsledku by se tak Gaza vrátila pod egyptskou správu a Západní břeh Jordánu pod jordánskou.

### Návrh dvojího občanství
Řadu návrhů na udělení palestinského občanství nebo povolení k pobytu židovským osadníkům výměnou za odstranění izraelských vojenských zařízení ze Západního břehu předložili například Jásir Arafat, Ibrahím Sarsúr a Ahmed Kurej.
Izraelský ministr Moše Ja'alon v dubnu 2010 prohlásil, že „stejně jako Arabové žijí v Izraeli, měli by mít i Židé možnost žít v Palestině“. „Pokud hovoříme o soužití a míru, proč [Palestinci] trvají na tom, aby území, které dostanou, bylo etnicky vyčištěno od Židů?“
Tuto myšlenku vyslovili jak zastánci dvoustátního řešení, tak příznivci osadníků a konzervativních či fundamentalistických proudů v judaismu.